# ロッソリモ反射
ロッソリモ反射（英: Rossolimo reflex）とは、脊髄を反射弓とする脊髄反射のひとつであり、正常時には現れない病的反射である。前頭葉6野障害を示唆するものとして信頼度が高い。足底筋反射のひとつである。ロッソリーモ反射とも言われる。
ロシアの神経学者グリゴリー・ロッソリモ（en:Grigory Ivanovich Rossolimo）によって発見された。

## 反射の概要
- 足底MP付近を叩く。
- 足指が背屈する。